# Климочкин, Анатолий Васильевич
Анатолий Васильевич Климочкин (род. 10 января 1937) — советский и российский архитектор. Лауреат Государственной премии СССР (1975). Заслуженный архитектор Российской Федерации (1993).

## Биография

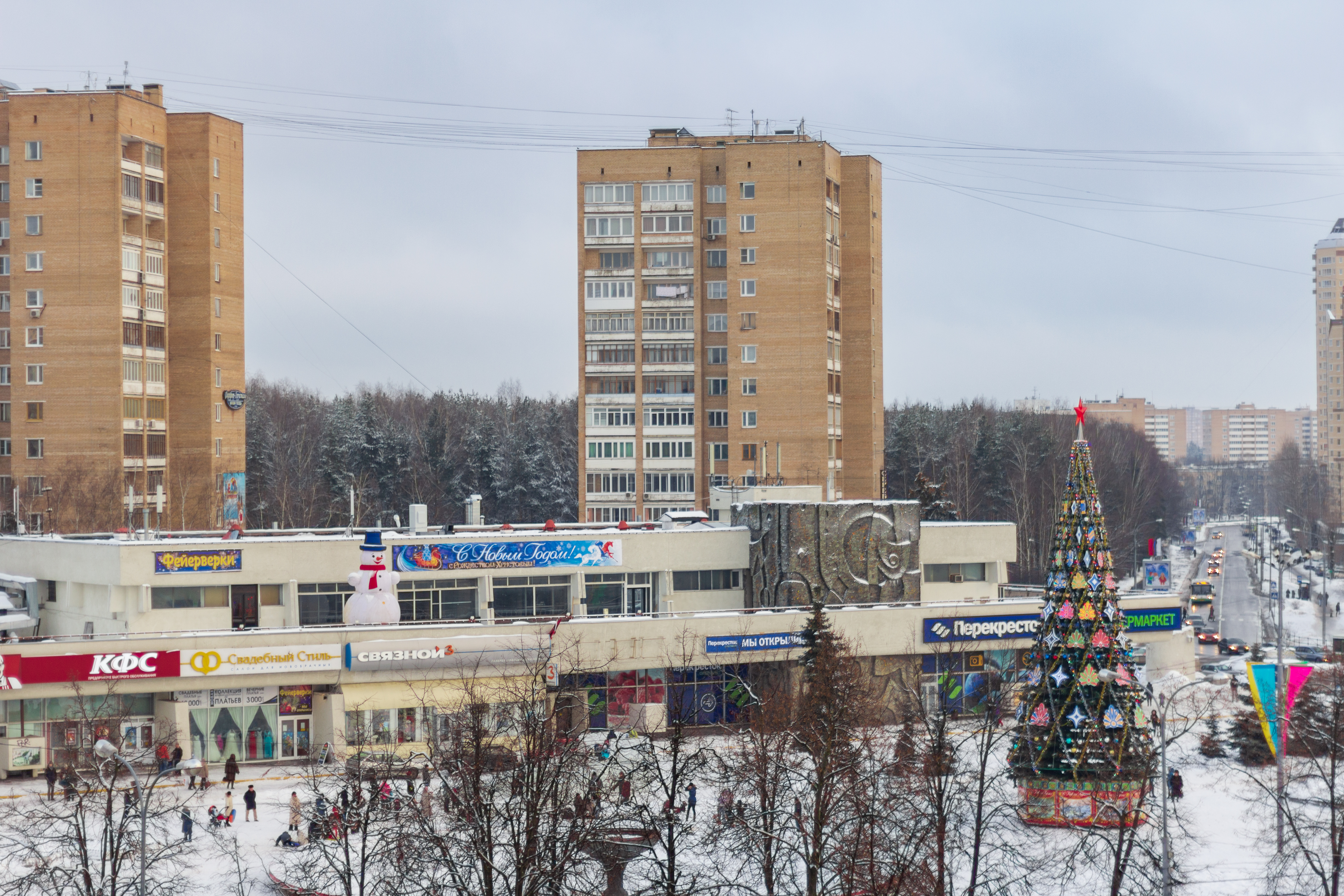
Здание общественного и культурного центра в Зеленограде

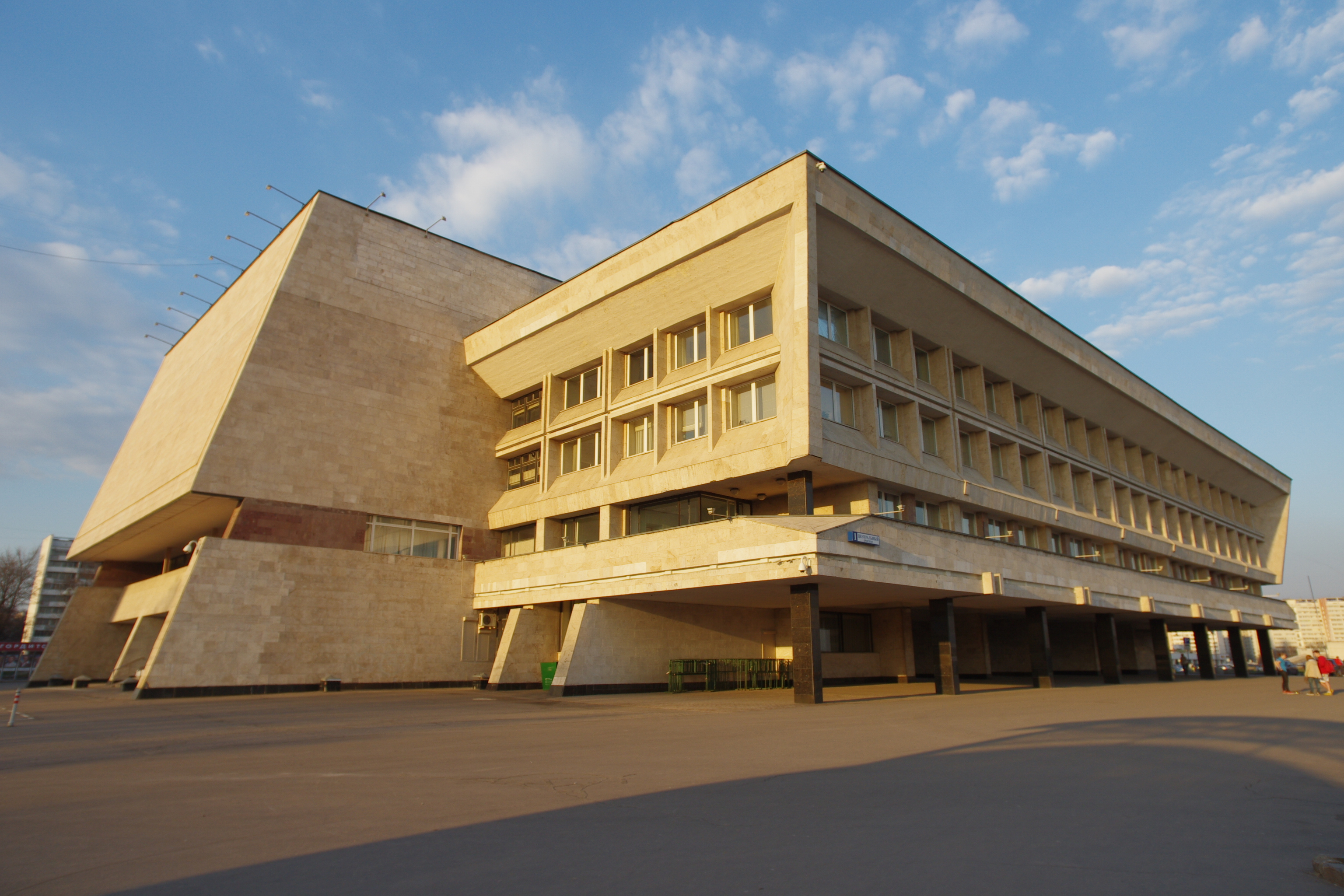
Здание районных организаций в Зеленограде

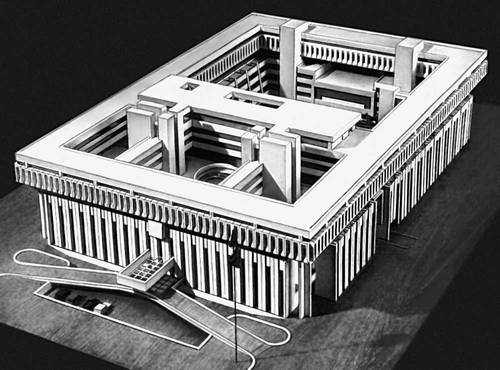
Макет здания советского посольства в Париже

Родился 10 января 1937 года. Поступил в Московский архитектурный институт (МАРХИ). Учился у профессора Ю. Н. Емельянова. Во время учёбы под руководством профессора А. Т. Полянского принял участие в конкурсе на проект Всемирной выставки в Москве. В 1961 году с отличием окончил МАРХИ, защитив дипломный проект на тему «Пансионат на 1500 мест».
После окончания МАРХИ был приглашён на работу для участия в конкурсе проектов Всемирной выставки 1967 года в Москве. Вскоре после того И. Е. Рожин пригласил А. В. Климочкина в мастерскую № 3 Моспроекта-2, которая осуществляла проектирование Зеленограда. Он занимался разработкой проектов 1-го и 2-го микрорайонов, привязкой жилых домов и предприятий обслуживания. Вместе с коллективом архитекторов работал над общественно-культурным центром города на площади Юности. По его проекту было выстроено здание в крупномасштабных формах с ярко выраженным горизонтальным членением, противопоставляемое окружающей жилой застройке. Тщательно проработанные интерьеры и гармоничное сочетание архитектуры с монументально-декоративными элементами сделали этот объект одним из самых заметных в Зеленограде.
Еще одним значимым проектом стало здание районных организаций на Центральной площади Зеленограда. Четырехэтажное квадратное здание, приподнятое на опорах, создает внутреннюю площадь с конференц-залом, обращенным к ней. Этот объект отличается оригинальным пространственным решением, выразительным силуэтом и детальной проработкой фасадов.
Параллельно велась активная работа над другими объектами города: проектированием новых микрорайонов, крытым рынком, районной тепловой станцией, застройкой привокзальной площади, зданием юстиции, городским парком и другими.
Помимо Зеленограда А. В. Климочкин занимался и другими проектами. Совместно с И. А. Покровским и Д. А. Лисичкиным спроектировал и построил здание посольства СССР во Франции (1974—1976). Позднее стал автором проектом посольств в Шри-Ланке (1990) и в Южной Корее (1994). По поручению И. А. Покровского спроектировал и построил комплекс зданий в Тропарёве (1980-е).
Активно участвовал в архитектурных конкурсах. Автор конкурсных проектов здания президиума Академии наук СССР на Ленинских горах, Дворца молодёжи (3-я премия), Музея Ленина (3-я премия).
Сотрудничал со скульпторами в работе над памятниками. Автор архитектурного оформления бюста А. А. Громыко в Гомеле (1983, скульптор И. М. Руковишников, в соавторстве с архитектором М. В. Посохиным). В Москве выполнил памятник солдатам правопорядка, погибшим при исполнении служебного долга (1994, скульптор А. А. Бичуков), памятник Есенину на Тверском бульваре (1995, скульптор А. А. Бичуков), памятник Высоцкому на Страстном бульваре (1995, скульптор Г. Д. Распопов).
Член КПСС с 1969 года. Неоднократно избирался членом и секретарём бюро мастерской № 3 Моспроекта-2. Член художественных советов при министерствах культуры СССР и РСФСР. Являлся заместителем председателя совета по синтезу искусств в архитектуре при Союзе архитекторов СССР. Входил в состав комиссии по монументальной живописи при Союзе художников СССР.
Из зеленоградской мастерской № 3 перешёл в мастерскую № 1 Моспроекта-2, а в 1982 году стал её руководителем. Под руководством А. В. Климочкина строился комплекс зданий Академии общественных наук при ЦК КПСС и расширялось здание МИД на Смоленской площади.

## Награды и звания
- Государственная премия СССР (1975) — за архитектурные комплексы Зеленограда (в составе коллектива)[1]
- Заслуженный архитектор Российской Федерации (1993) — за заслуги в области архитектуры и многолетнюю плодотворную работу[4]